# Ла-Эспонжа (архипелаг Кабрера)
Ла-Эспонжа, Ла-Эспонха (кат. La Esponja) или Эспонжа — небольшой необитаемый остров в Средиземном море, является одним из островов архипелага архипелага Кабрера, входящего в состав Балеарских островов (Испания). Административно относится к муниципии Пальма-де-Мальорка.
Расположен в 3 км севернее крупнейшего острова архипелага — Кабрера. Площадь острова — 0,44 га, периметр поверхности — 318 м, ширина составляет 40 м, длина — 130 м. Наивысшая точка расположена на высоте 24 м над уровнем моря. Имеет вытянутую форму, ориентированную с северо-запада на юго-восток. Берега обрывистые. Ближайшие соседние острова: Илья-дес-Конильс (465 м южнее), На-Плана (450 м северо-восточнее).
Остров входит в состав Национального парка архипелага Кабрера, уникального произрастающими на его территории эндемичными видами растений.